# アーロン・ロング
アーロン・ロング（Aaron Long、1992年10月12日 - ）は、アメリカ合衆国出身の同国代表サッカー選手。ロサンゼルスFC所属。ポジションはDF。

## クラブ経歴
2014年のMLSスーパードラフトで、2巡目(全体36人目)にポートランド・ティンバーズの指名を受けた。
その直後、USLプロのサクラメント・リパブリックFCにレンタル移籍。2014年3月29日のLAギャラクシーII戦でプロデビューを果たした。
2014年7月2日、ポートランド・ティンバーズを退団。
2014年夏にシアトル・サウンダーズFCに加入した。しかしトップチームでの出番はななく、2015年シーズンはUSLのセカンドチームに籍を移した。2015年7月12日のアリゾナ・ユナイテッドSC戦でプロ初ゴールを決めた。
2016年シーズン前、ニューヨーク・レッドブルズのトライアイルに参加した。2016年3月10日、レッドブルズのセカンドチームと契約を結んだ。
2023年1月4日、ロサンゼルスFCに2年契約で移籍した。

## 代表経歴
2018年9月2日に代表初召集。ペルー代表戦でアメリカ合衆国代表デビューを果たした。

## 代表歴

### 出場大会
- アメリカ代表
  - 2022 FIFAワールドカップ

### 試合数
- 国際Aマッチ 35試合 3得点（2018年-）[8]

| アメリカ代表 | 国際Aマッチ | 国際Aマッチ |
| 年           | 出場        | 得点        |
| ------------ | ----------- | ----------- |
| 2018         | 2           | 0           |
| 2019         | 14          | 3           |
| 2020         | 2           | 0           |
| 2021         | 3           | 0           |
| 2022         | 8           | 0           |
| 2023         | 6           | 0           |
| 通算         | 35          | 3           |

## タイトル
ニューヨーク・レッドブルズII
- USLカップ: 2016

ニューヨーク・レッドブルズ
- サポーターズ・シールド: 2018

### 個人
- MLSベストイレブン: 2018[9]
- CONCACAFゴールドカップベストイレブン: 2019[10]